# Acetarsolo
L'acetarsolo, o acido N-acetil-4-idrossi-m-arsenilico, è un composto chimico di formula C8H10AsNO5 che in condizioni standard si presenta come una polvere bianca.

## Storia
Venne scoperto nel 1921 da Ernest Fourneau al Pasteur Insitute. Fu sviluppato dalla Neolab Inc e approvato da Health Canada come antimicotico il 31 dicembre 1964. Venne ritirato dal mercato a partire dal 12 agosto 1997.

## Caratteristiche strutturali e fisiche
Il composto è un'acetammide e appartiene al gruppo delle aniline. Si tratta di un composto pentavalente dell'arsenico. In caso d'incendio possono prodursi: ossidi di carbonio, ossidi di azoto, ossidi di arsenico oltre ad altri composti della decomposizione che possono risultare pericolosi per l'uomo. Il composto è solo lievemente solubile in acqua.
| Carica fisiologica                   | -1           | -1           |
| Massa monoisotopica                  | 274.,97749 u | 274.,97749 u |
| N. di donatori di legami a idrogeno  | 4            | 4            |
| N. di accettori di legami a idrogeno | 5            | 5            |
| N. di legami ruotabili               | 2            | 2            |
| N. di atomi pesanti                  | 15           | 15           |
| Superficie polare                    | 107 Å²       | 107 Å²       |
| Sezione d'urto                       | [M+H]+       | 151,5 Å²     |
| Sezione d'urto                       | [M+K]+       | 153,02 Å²    |
| Rifrattività                         | 48.89 m3/mol | 48.89 m3/mol |
| Polarizzabilità                      | 21,45 Å3     | 21,45 Å3     |

## Reattività e caratteristiche chimiche
Del composto sono disponibili i seguenti spettri analitici:
- spettro 13C NMR[8]
- spettro UV-VIS[9]
- spettro FTIR[10]

## Farmacologia e tossicologia

### Farmacocinetica
L'assorbimento sembra essere ridotto al minimo, tuttavia l'arsenico presente nell'acetarsolo viene escreto principalmente attraverso le urine in cui raggiunge livelli quasi nell'intervallo tossico.

### Farmacodinamica
Sebbene il suo meccanismo d'azione non sia completamente noto, l'acetarsolo potrebbe legarsi ai gruppi sulfidrilici presenti nelle proteine del parassita, formando legami letali As-S. Questo potrebbe impedirne il funzionamento e, infine, uccidere il parassita.

### Effetti del composto e usi clinici
L'acetarsolo era utilizzato per il trattamento di diverse malattie come la sifilide, l'amebiasi, la malattia di Yaws, la tripanosomiasi e la malaria. L'acetarsolo veniva inoltre comunemente impiegato per il trattamento della vaginite causata da T. vaginalis e C. albicans. Quando somministrato per via orale, l'acetarsolo veniva utilizzato per il trattamento dell'amebiasi intestinale e, sotto forma di supposte, è stato studiato per il trattamento della proctite.

### Controindicazioni ed effetti collaterali
Ci sono segnalazioni di reazioni allergiche dopo la somministrazione vaginale.

### Tossicologia
Il composto è considerato carcinogeno.
| Organismo | Tipo di test | Somministrazione | Dose            |
| --------- | ------------ | ---------------- | --------------- |
| Donna     | LDLo         | orale            | 86 mg/kg/8D     |
| Donna     | LDLo         | intravaginale    | 155 mg/kg/2D-I  |
| Donna     | LDLo         | intravaginale    | 1.576 mg/kg/2D- |
| Uomo      | TDLo         | orale            | 89 mg/kg/9D     |
| Topo      | LD50         | orale            | 4 mg/kg         |
| Topo      | LD50         | i.v.             | 180 mg/kg       |
| Ratto     | LDLo         | orale            | 1.200 mg/kg     |
| Ratto     | LDLo         | i.v.             | 300 mg/kg       |
| Gatto     | LDLo         | orale            | 150 mg/kg       |
| Coniglio  | LDLo         | orale            | 125 mg/kg       |
| Coniglio  | LDLo         | i.v.             | 120 mg/kg       |